# G6 155mm自走榴弾砲
G6 155mm自走榴弾砲は、南アフリカ共和国の自走砲。

## 概要
本車は装輪式自走砲（6×6）で、アームスコー社（元国営企業。現在のデネル社等）が開発した。1981年には試作型が完成し、1984年には生産型が完成した。1987年より生産が開始され43両が生産された。
搭載されたG5榴弾砲は当初、世界最長の射程を誇っていた。
チェコスロバキアのダナに次ぐ、152-155mm級の主力級装輪式自走榴弾砲のはしりとして知られている。
南アフリカ共和国陸軍に配備された他、1990年にはアラブ首長国連邦（G6 M1A3、78両）に、1994年にはオマーン（24両）にそれぞれ輸出されている。1988年にイランの軍事パレードで目撃されたとする情報もあるも数量は不明である。
|          | 19式         | アーチャー  | カエサル          | ATMOS                         | ダナ                                  | ノーラ B-52                                  | G6-52       | 2S22         | RCH 155         | マルバ       |
| -------- | ------------ | ----------- | ----------------- | ----------------------------- | ------------------------------------- | -------------------------------------------- | ----------- | ------------ | --------------- | ------------ |
| 画像     |              |             |                   |                               |                                       |                                              |             |              |                 |              |
| 全長     | 11.21m       | 14.1m       | 10.0m             | 9.5m(本体)                    | 11.1m                                 | 11.0m                                        | 10.4m       | ?            | 10.4m           | 13.0m        |
| 全幅     | 2.5m         | 3.0m        | 2.55m             | 2.55m(本体)                   | 3.0m                                  | 2.95m                                        | 3.5m        | ?            | 2.99m           | 2.75m        |
| 全高     | 3.4ｍ        | 3.3-3.9m    | 3.7m              | ?                             | 2.85m                                 | 3.45m                                        | 3.4m        | ?            | 3.6m            | 3.1m         |
| 重量     | 25t以下      | 33.5t       | 17.7t             | 22t(参考)                     | 29t                                   | 34t(K-I) 25t(K2)                             | 46.5t       | 28t          | 39t以下         | 32t          |
| 最高速度 | 90km/h       | 65km/h      | 100km/h           | 80km/h(道路上) 30km/h(不整地) | 80km/h                                | 90km/h(道路上) 25km/h(砂利道) 15km/h(不整地) | 85km/h      | ?            | 100km/h(道路上) | 80km/h       |
| 乗員数   | 5名          | 3-4名       | 5名 （緊急時3名） | 4-6名                         | 5名                                   | 3-5名                                        | 3-5名       | 5名          | ?               | 5名          |
| 主砲     | 52口径155mm  | 52口径155mm | 52口径155mm       | 52口径155mm                   | 36.6口径152mm                         | 52口径155mm (砲室23L または25L)              | 52口径155mm | 52口径155mm  | 52口径155mm     | 47口径152mm  |
| 副武装   | －           | RWS×1       | －                | －                            | 7.62mm機銃 または 7.62mm/ 12.7mm RCWS | －                                           | －          | －           | －              | －           |
| 最大射程 | 不明         | 60km        | 50km              | 41km                          | 28km                                  | 58km 67km                                    | 67km        | 35-40km      | 40km            | 24.5km       |
| 発射速度 | 不明         | 8-9発/分    | 6-8発/分          | 4-9発/分                      | 5発/分                                | 6-12発/分                                    | 4発/分      | 4-8発/分     | 不明            | 7発/分       |
| 装填装置 | 自動アシスト | 自動        | 自動アシスト      | 自動アシスト                  | 自動                                  | 自動                                         | 自動        | 自動アシスト | 自動            | 自動アシスト |
| 装甲     | 不明         | ○           | △                 | △                             | ○                                     | ○                                            | ○           | ○            | ○               | △            |
| 備考     | [ 注 12 ]    |             | [ 注 13 ]         | [ 注 14 ]                     | [ 注 15 ]                             | [ 注 16 ]                                    |             |              | [ 注 17 ]       |              |

## 型式
G6
初期型。G5原型と同じ45口径砲を装備。G6-52との対比でG6-45とされる場合もある。
G6V
南アフリカ共和国陸軍の採用型。通称ライノ。
G6 M1A3
アラブ首長国連邦陸軍の採用型。78両が生産された。
G6-52
G6の改良型。52口径155mm砲を搭載した他、FCSなど全面的に改修されている。
G6-52L
薬室容量を23リットルから25リットルへ増大させ、弾種によっては最大射程70kmを超える。
アル・マジヌーン（Al-Majnoon）
カナダのジェラルド・ブル博士の協力を経て開発されたイラクでのライセンス生産型。おそらく量産には至らず、その後、設計を発展させたアル・ファオ（Al-Fao）210mm自走榴弾砲に発展した。
G6マークスマン
G6の車体にイギリス製のマークスマン対空砲塔を搭載した輸出向け車両。

## 戦歴
アンゴラ内戦中の1987年に発生したクイト・クアナヴァレの戦いに投入されてアンゴラ解放人民運動（MPLA）を砲撃した。
イエメン内戦ではアラブ首長国連邦陸軍によって投入された。

## 採用国
- 南アフリカ共和国[11]
- アラブ首長国連邦[11]
- オマーン[11] - 2023年時点で、オマーン陸軍が24両を保有している[12]。